# جيتر
جيتر ( GETTR ) هي منصة تواصل اجتماعي أنشأها جيسون ميلر وهو مساعد سابق ومتحدث باسم دونالد ترامب، وُوصفت واجهتها ومميزاتها بأنها مشابهة جدًا لتويتر.

## خلفية
حظرت العديد من وسائل التواصل الاجتماعي دونالد ترامب من منصاتها منها تويتر وفيسبوك وإنستغرام،  كما أوقفت بعض مؤيديه، وأشخاص آخرون يشاركون نظريات المؤامرة والمحتوى المتطرف، وبدأ ترامب في البحث عن منصات بديلة،  وأنشأ مدونة خاصة لنشر ما كان ينشره على تويتر وسرعان ما أغلقها. أعد فريق ترامب خططًا لانشاء شبكة اجتماعية ولكنهم واجهوا معارضة من «جيسون ميلر» كبير مستشاري ترامب والمتحدث باسمه منذ عام 2016.